# (300012) 2006 UN68
(300012) 2006 UN68 es un asteroide perteneciente al cinturón de asteroides, descubierto el 30 de septiembre de 2006 por el equipo del Catalina Sky Survey desde el Catalina Sky Survey, Arizona, Estados Unidos.

## Designación y nombre
Designado provisionalmente como 2006 UN68.

## Características orbitales
2006 UN68 está situado a una distancia media del Sol de 2,939 ua, pudiendo alejarse hasta 3,752 ua y acercarse hasta 2,126 ua. Su excentricidad es 0,276 y la inclinación orbital 3,805 grados. Emplea 1841,04 días en completar una órbita alrededor del Sol.

## Características físicas
La magnitud absoluta de 2006 UN68 es 16,7.